# Har Yona
Har Yona (hebreiska: הר יונה) är ett berg i Israel.   Det ligger i distriktet Norra distriktet, i den norra delen av landet. Toppen på Har Yona är 561 meter över havet. Har Yona ingår i Haré Naẕerat.
Terrängen runt Har Yona är huvudsakligen lite kuperad.Runt Har Yona är det ganska tätbefolkat, med 80 invånare per kvadratkilometer. Närmaste större samhälle är Nasaret, 4,5 km sydväst om Har Yona. Trakten runt Har Yona består till största delen av jordbruksmark.